# Crema de champiñones
La crema de champiñones es un tipo común de sopa enlatada. La crema de champiñones a menudo se utiliza como ingrediente de base en muchos guisos y alimentos de la humanidad. 

## Historia
La Campbell Soup Company comenzó a producir "Crema de Champiñones" en 1934, el mismo año en que se introdujo "Pollo con Fideos".

## Uso regional
Crema de champiñones se describe como "bechamel de América".
Como hotdish, el ingrediente se denomina "carpeta Luterana", en referencia a sus propiedades espesantes.